# Concepcionella theunei
Concepcionella theunei är en insektsart som beskrevs av Schmidt 1927. Concepcionella theunei ingår i släktet Concepcionella och familjen Caliscelidae. Inga underarter finns listade i Catalogue of Life.